# Philodendron uliginosum
Philodendron uliginosum är en kallaväxtart som beskrevs av Simon Joseph Mayo. Philodendron uliginosum ingår i släktet Philodendron och familjen kallaväxter. Inga underarter finns listade.